# Айріс Апатоу
Айріс Апатоу (англ. Iris Apatow; [ˈæpətaʊ]; нар. 12 жовтня 2002) — американська акторка.
Вона є молодшою донькою режисера Джадда Апатоу та акторки Леслі Манн. Її старша сестра — Мод Апатоу.

## Біографія
Айріс Апатоу народилася 12 жовтня 2002 року в сім'ї актриси Леслі Манн і режисера Джадда Апатоу. Сім'я її батька є єврейською, тоді як її прабабуся по материнській лінії має фінське походження. Її сестра — акторка Мод Апатоу, з якою вона працювала над фільмами «Кохання по-дорослому», «Приколісти» і «Трішки вагітна». Закінчила середню школу в 2021 році.
Раніше Апатоу була у стосунках з Райдером Робінсоном, сином актриси Кейт Хадсон і музиканта Кріса Робінсона.
Її особисті стосунки зі знаменитостями привернули велику увагу ЗМІ, зокрема з співачками Олівією Родріго та Біллі Айліш, а також з інфлюенсерами Чарлі Д'Амеліо та Авані Грегг.

## Кар'єра
Апатоу почала зніматися у віці 5 років, коли вона з'явилася в ролі Шарлотти у фільмі «Трішки вагітна», який зняв її батько.
У 2016 році з'явилася в серіалі Netflix «Кохання» в ролі молодої зірки телесеріалу.

## Фільмографія

### Фільми
| Рік  |    | Українська назва      | Оригінальна назва   | Роль                                             |
| ---- | -- | --------------------- | ------------------- | ------------------------------------------------ |
| 2007 | ф  | Трішки вагітна        | Knocked Up          | Шарлотта                                         |
| 2009 | ф  | Приколісти            | Funny People        | Інгрід                                           |
| 2012 | ф  | Кохання по-дорослому  | This Is 40          | Шарлотта                                         |
| 2016 | мф | Повний розковбас      | Sausage Party       | цукерки Berry Good / кокосове молоко (озвучення) |
| 2022 | ф  | У бульбашці           | The Bubble          | Крістал Кріс                                     |
| 2024 | ф  | Як спіймати холостяка | Young Werther       | Сіссі                                            |
|      | ф  | Балерини в драйві     | Ballerina Overdrive |                                                  |

### Телебачення
| Рік       |   | Українська назва | Оригінальна назва | Роль                       |
| --------- | - | ---------------- | ----------------- | -------------------------- |
| 2016—2018 | с | Кохання          | Love              | Ар'я Гопкінс (13 епізодів) |
| 2024      | с | Нестабільний     | Unstable          | Джорджія (8 епізодів)      |